# Barra d'Alcântara
Barra d'Alcântara este un oraș în Piauí (PI), Brazilia.